# المكلة (ناطع)

تعديل مصدري - تعديل

المكلة هي إحدى قرى عزلة وعله آل رقاب بمديرية ناطع التابعة لمحافظة البيضاء، بلغ تعداد سكانها 28 نسمة حسب تعداد اليمن لعام 2004.